# Zwavelgeel schijfzwammetje
Het zwavelgeel schijfzwammetje (Bisporella sulfurina) is een schimmel behorend tot de familie Helotiaceae. Het groeit op loofbomen en -struiken. Het komt voor verspreid of in groepen op of bij korsten vormende kernzwammen op dood hout van loofbomen. Ze groeien op oude stromata van pyrenomycetenschimmels, vooral die van de geslachten Diatrype, Diatrypella en Hypoxylon, die op hun beurt fructureren op rottend hout van loofbomen. Ze groeien in groepen vaak met twee of drie vruchtlichmamen bij elkaar.

## Kenmerken

### Uiterlijke kenmerken
De apothecia (vruchtlichamen) hebben een diameter van 0,5 tot 1,5 mm. Ze zijn aanvankelijk bolvormig en gesloten, daarna nemen ze tijdens de groei en rijping een kussenvormige of schijfvormige vorm aan met een concaaf in het midden. Het vruchtlichaam is vlak beker- tot schotelvormig en de rand is egaal, zonder haren. De binnenzijde is zwavelgeel. De buitenzijde is fijn viltig, bleek zwavelgeel.

### Microscopische kenmerken
In een ascus zitten acht sporen en de uiteinden zijn inamyloïde. De ascosporen hebben de afmeting 8,0-11,0 (13) × 2,0-2,5 µm. Ze zijn smal ellipsvormig, soms gekromd, hyaliene en met een enkel septum wanneer ze volwassen zijn. Sommige sporen hebben oliedruppels.De parafysen hebben de vorm van smalle cilinders met een diameter tot 1,5 mm, en hebben punten die afgerond of enigszins knotsvormig zijn. Ze zijn gevuld met gele oliedruppels.
β-Caroteen is het belangrijkste pigment dat verantwoordelijk is voor de gele kleur van het vruchtlichaam.

## Verspreiding
Het zwavelgeel schijfzwammetje wordt op veel continenten aangetroffen. In Europa komt het in veel landen voor, maar ook in de Verenigde Staten, Argentinië, Korea, Japan en Australië. In Nederland komt het algemeen voor.